# Храм Ксении Петербургской (Сарапул)
Храм Ксении Петербургской (Ксениевская церковь, бывшая Никольская старообрядческая церковь) — православный храм в городе Сарапуле в Удмуртии. Относится к Сарапульской епархии Русской православной церкви. Построен в 1911—1912 годах старообрядцами Белокриницкого согласия. Закрыт в 1940 году. В 1991 году передан Русской православной церкви. Первый в России храм, освящённый во имя святой блаженной Ксении Петербургской.

## История
Храм построен старообрядцами Белокриницкого согласия в 1911—1912 годах по проекту сарапульского дорожного инженера Н. И. Максимов и был освящён во имя святителя Николы Чудотворца. Закрыта на основании указа Президиума Верховного Совета УАССР от 13 июля 1940. Здание было передано воинской части под продуктовый склад.
В 1991 году храм передан общине Русской православной церкви и переосвящён во имя блаженной Ксении Петербургской, став первым храмом в России, освящённым в честь этой святой. В 2013 году попечением настоятеля протоиерея Олега Остроумова при храме построено здание для приходских нужд и воскресной школы, в котором в 2015 году было размещено епархиальное управление Сарапульской епархии. В 2018 году в рамках проекта «Город на ощупь» на стене храма был установлен тактильный барельеф с его изображением. При храме образована община слепых и слепоглухих людей, в которую в 2018 году входило 23 человека с инвалидностью. В ноябре 2016 года в Сарапуле впервые была совершена литургия с тифлосурдопереводом.

## Архитектура
Храм построен из кирпича в русском стиле. Основной объём храма представляет собой пятиглавый четверик, связан с колокольней небольшой трапезной.

## Духовенство
- Настоятель храма — протоиерей Олег Остроумов[7]